# 达尔弗拉姆事件
达尔弗拉姆事件（英語：Dalfram Dispute）是1938年在澳大利亚新南威尔士州卧龙岗市肯布拉港发生的码头工人罢工事件，促使澳大利亚政府停止向正在进行侵华战争的日本供应生铁。

## 简介
1938年11月15日，“达尔弗拉姆”（Dalfram）号货船驶入澳大利亚新南威尔士州卧龙岗市肯布拉港（Port Kembla）4号码头。为了制造侵华战争武器，日本政府向澳大利亚必和必拓公司采购一批生铁，准备装上“达尔弗拉姆”号货轮发运。得知该批生铁的用途之后，坎布拉港的南岸工会（The South Coast Labor Union）组织180名码头工人拒绝搬运，并且发动了长达10周的罢工。达尔弗拉姆号的船员随后加入罢工队伍。当时，澳大利亚各界，从总督、到知识分子、普通平民，都表达了对罢工工人的支持。卧龙岗市几乎全体中小企业主、各个社会团体均通过各种方式帮助罢工工人家庭维持生活。罢工期间，当地华人弗雷德·王（Fred Wang）支持此次罢工，每天他开着卡车，从城内市场上接纳华人们捐献给罢工工人的蔬菜、水果运到坎布拉港送给罢工工人。随着事态发展，罢工演变为码头工人同澳大利亚政府的对抗。澳大利亚政府要求码头工人装运生铁，理由是“外交政策应该由政府制定，任何其他组织都无权代行其责”。
1939年1月，对码头工人态度强硬的澳大利亚工业和司法部长罗伯特·孟席斯（Robert Menzies）来到卧龙岗市寻求结束事件。他会见了超过一千名要求“停止向日本出口生铁”（No pig iron for Japan）的民众。抗议人群中的一位妇女将孟席斯叫作“生铁鲍勃”（Pig Iron Bob），这个带贬意的绰号很快流传开，直到后来孟席斯任澳大利亚总理，这绰号也一直伴随着他，直到他结束政治生涯。
最终，南岸工会同孟席斯达成一项协议，码头将向达尔弗拉姆号装运1万吨生铁，这低于原始合同的三十分之一。而澳大利亚政府随后则保证将不再向日本出口生铁。码头工人的胜利不仅支持了中国抗击日本侵略，而且也使澳大利亚政府明确了反法西斯战争的立场。
而“达尔弗拉姆”号货船最终于1943年8月4日被納粹德國海軍U-181潛艇击沉于马达加斯加以东的印度洋海域。

## 纪念

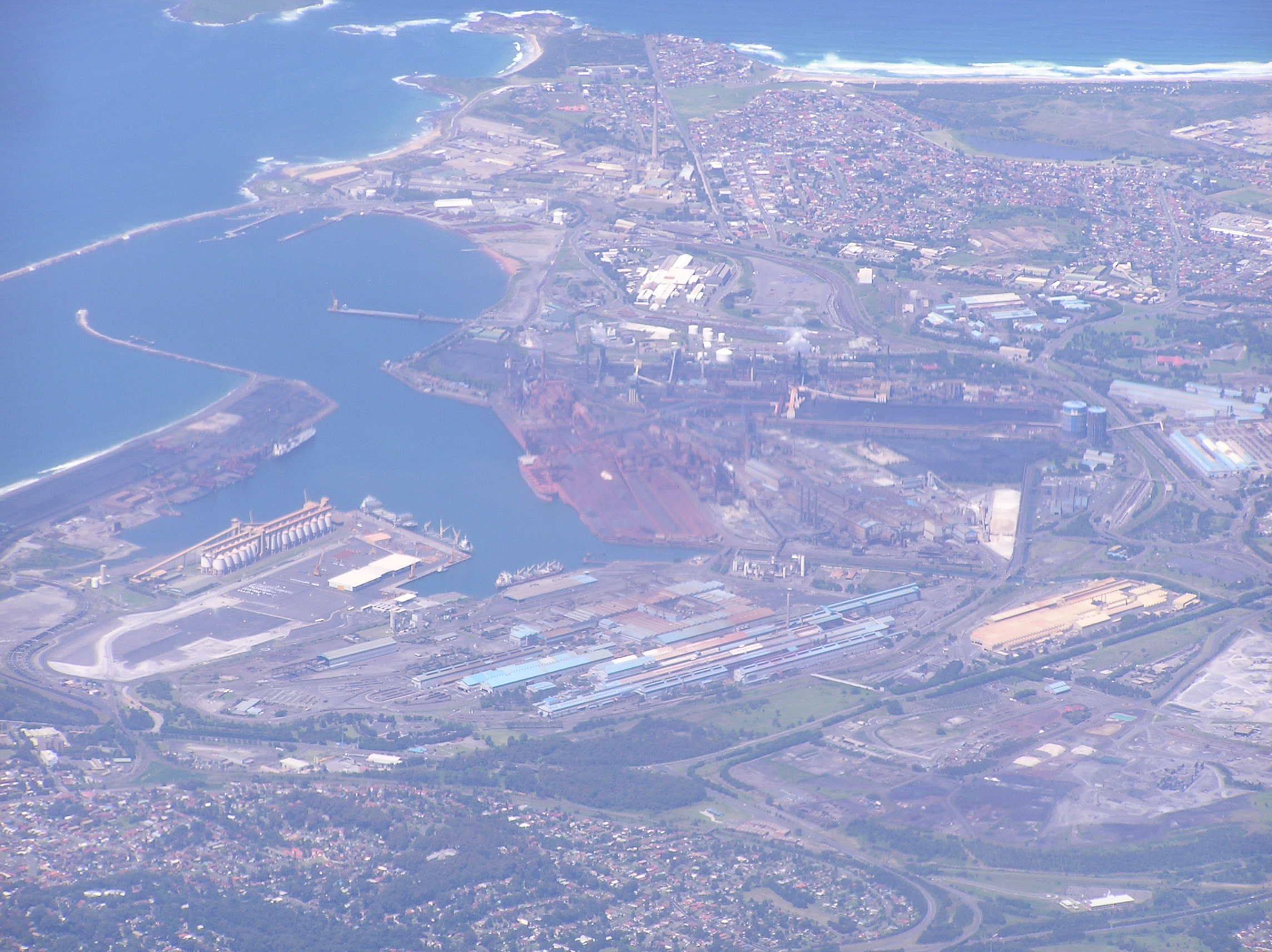
达尔弗拉姆事件的发生地肯布拉港

- 纪录片《生铁鲍勃：1938达尔弗拉姆事件》（The Dalfram Dispute 1938: Pig Iron Bob）：澳大利亚、中国合拍，2014年在澳大利亚首映。[6]该片在卧龙岗、南京两地取景，采访了时任澳大利亚司法部长和工会联盟主席的子女，以及南京大屠杀幸存者。[2]
- Mike Donaldson and Nick Southall, Against fascism and war: Pig Iron Bob and the Dalfram dispute: Port Kembla, 1938 (Wollongong Free University Press, Wollongong, 2014).
- 2014年2月12日，南岸工会举行纪念活动，纪念达尔弗拉姆事件75周年。麦克·唐纳森（Mike Donaldson）和 尼克·绍霍尔（Nick Southall）所著的上述图书也在该纪念活动上正式发行。[1]纪念活动同时推介了纪录片《生铁鲍勃：1938达尔弗拉姆事件》。中国驻悉尼总领事李华新应邀出席了此次纪念活动。[3]
- “达尔弗拉姆事件”纪念牌：位于肯布拉港，2006年树立。[3][7]